# Maggie Murdock
Margaret Grace "Maggie" Murdock es un personaje ficticio que aparece en los cómics estadounidenses publicados por Marvel Comics. Ella es la exesposa de Jack Murdock y la madre de Matt Murdock que creció para convertirse en el superhéroe conocido como Daredevil. Maggie Murdock fue creada por el editor y escritor Frank Miller y el artista David Mazzucchelli. El personaje apareció por primera vez en Daredevil # 229 (abril de 1986).
La hermana Maggie es interpretada por Joanne Whalley en Marvel Cinematic Universe como protagonista principal en la tercera temporada de Daredevil.

## Creación
La hermana Maggie Murdock fue creada por Frank Miller y David Mazzucchelli, apareciendo por primera vez en Daredevil # 229 en 1986.

## Biografía
La hermana Maggie (Maggie Murdock, née Maggie Grace) es la madre de Matthew Murdock, también conocido como Daredevil. Ella y Jack tenían a Matt cuando eran una pareja joven, pero Maggie pronto sufrió de depresión posparto, tenía dudas, se sentía constantemente ansiosa por la seguridad de Matt, los pensamientos que pronto se convirtieron en autodesprecio, se sintieron alejados, ya que ella se consideraba una mala madre; finalmente, su depresión llevó a la paranoia, que se reveló como depresión postnatal. Ella comenzó a perder el control de sí misma y comenzó a pensar que Jack estaba conspirando contra ella, y que Matt estaba allí para destrozarlos. Una noche, bajo la influencia de su enfermedad mental, Maggie intentó atacar al bebé. Jack logró detenerla; Maggie se derrumbó y abrazó a su esposo sin saber qué hacer con la enfermedad que trajo a la familia. Tan pronto como ella recobró el sentido, finalmente se dio cuenta de que necesitaba irse con su marido y su hijo. Pronto empacó sus maletas y salió corriendo de su casa, donde fue llevada por una iglesia, se hizo monja y comenzó a ir por la hermana Margaret. Con la ayuda de médicos y consejería, se recuperó de su depresión. Nunca regresó a la residencia de Murdock porque no quería correr el riesgo de amenazarlos nuevamente.
Como adulto, Matt se reunió con Maggie durante un tiempo en que Kingpin, al enterarse de que Murdock era Daredevil, diseñó la ruina de su vida en varios niveles. Casi destrozada después de intentar vengarse, Murdock fue acogida por la hermana Maggie y con sus sentidos mejorados, inmediatamente sintió la conexión entre ellos, pero nunca supo que ella era su madre. Sin embargo, cuando él le preguntó rotundamente si ella era su madre, Maggie sonrió con calma y negó esto, pero en su corazón no podía creer que tuviera una reunión con su hijo, pero no sabía cómo decirle la verdad. Matt, que había "leído" la reacción de Maggie a su pregunta con sus habilidades, sabía que ella estaba mintiendo, pero no por qué. Durante este período de recuperación, Maggie también conoció brevemente al amigo y aliado de Matt, Spider-Man, quien se sorprendió por lo roto que estaba Matt. Por algún tiempo después, Maggie fue una figura en la vida de Matt.
Años más tarde, mientras cuidaba a una niña que sospechaba que era el Anticristo, casi tiró al bebé del techo del edificio tratando de matarlo, pero pronto se dio cuenta de que estaba equivocado y se lanzó del techo, salvándola a ella y a él mismo, terminando en Frente a la iglesia donde vivía la hermana maggie. Daredevil la llevó con la hermana Maggie al refugio de la Misión Clinton y durmió dos días en su habitación. Mientras él dormía, ella limpiaba su traje y cuidaba al bebé. Cuando Matt se despertó, Maggie lo saludó y le ofreció algo de comida. Después de hablar, Matt logró que ella finalmente admitiera que ella era su madre. Ella notó las similitudes entre él y su padre, pero le dijo que no tenía respuestas sobre por qué lo había dejado tantos años antes. Cuando cuestionó todos los problemas que había tenido en la vida y le dijo que Dios la había dejado ir muy fácilmente, ella lo abofeteó, y él se arrodilló y se disculpó. Hablaron durante horas sobre la vida de Maggie antes de convertirse en monja, ella lo alentó a pedirle a Dios respuestas sobre el bebé, diciéndole que, después de todas sus experiencias en lo sobrenatural, no debería tener problemas en creer en Dios. Le preguntó cómo podía confiar tanto en su fe, y ella le contó una historia sobre un caballero y un monje. Maggie le aconsejó a Matt hablar con y ella le contó una historia sobre un caballero y un monje. Maggie le aconsejó a Matt hablar con y ella le contó una historia sobre un caballero y un monje. Maggie le aconsejó a Matt hablar con Karen Page, que lo estaba esperando abajo en el santuario.
Matt pronto volvió a salir como Daredevil y se reunió con el Doctor Strange para averiguar si Mephisto estaba involucrado con el bebé, y pronto luchó con Bullseye, enviado por Mysterio. Para recuperar al bebé, en el refugio. Maggie y los demás se negaron a decirle dónde estaba el bebé, por lo que mató a la hermana Teresa de Teresa y la torturó a la hermana Anne, pero Maggie mantuvo al bebé escondido. Cuando Daredevil regresó, Maggie le contó lo que había sucedido, y luego Bullseye apareció y lo atacó. Mientras las dos luchaban, Karen Page apareció poco después, Maggie y Karen hablaron tranquilamente pensando en un plan y le ofrecieron el bebé a Bullseye a cambio de no matar a Daredevil, a quien había disparado y ahora tenía a su merced. Karen lo engañó, entregando una muñeca, mientras que Maggie trató de escapar por la puerta con el verdadero bebé. Bullseye dejó caer a Karen con la muñeca y luego arrebató al verdadero bebé de Maggie y levantó a Billy Club de Daredevil para asesinar a Karen, pero Karen agarró su arma desechada y le exigió que se detuviera. Bullseye se burló de ella, ya que el arma solo tenía una bala, dudando que pudiera apuntar bien y apretar el gatillo; luego lanzó el Billy Club a Daredevil para matarlo, pero Karen saltó en su camino y fue asesinada cuando le atravesó el pecho. Después de que Bullseye tomó el bebé y se fue. Daredevil pronto rastreó al bebé hasta Mysterio, quien reveló que él había drogado a Daredevil haciéndole alucinar acerca de que el bebé era el anticristo para tratar de romperlo con el bebé para manipularlo. Finalmente, Daredevil lo venció y salvó al bebé, mientras que Mysterio se suicidó en el proceso. 
Maggie se reunió con Matt en el hospital donde visitó a la bebé asegurándose de que cuidara al bebé; Maggie todavía estaba golpeada por su reciente trauma y usaba un bastón para apoyarse. Discutieron todo lo que sucedió y lo que el bebé significa para Matt y cómo los ataques de Mysterio lo afectaron. Maggie le dijo a Matt que las autoridades habían arreglado la adopción del bebé y dijo que el bebé necesitaba un nombre. Matt sugirió llamarla Karen en honor de Karen Page. Maggie finalmente confesó por qué se fue, no se fue por sí misma, se fue por el bien de su esposo y su hijo, sintió que no es buena para nadie. Maggie se emocionó y lamentó no haber estado allí por su hijo Matt. Matt y Maggie se abrazaron y se reconciliaron. Maggie más tarde asistió al funeral de Karen y consoló a su hijo y ella quiso el permiso de Matt para ser parte de la vida de su hijo a partir de ese momento.

## Poderes y habilidades
La hermana Maggie tiene algunas habilidades en primeros auxilios médicos, y como monja presumiblemente bien versada en teología católica y hagiografía.

## En otros medios

### Televisión
- Maggie Murdock hace su debut en pantalla en la temporada 3 de Daredevil, interpretada por Joanne Whalley[17] y por Isabella Pisacane en flashback. Fue mencionada por primera vez en la primera temporada dos veces[18][19] y mencionada por su nombre en The Defenders.[20] Maggie era una monja en su juventud hasta que conoció a Jack Murdock en un ring de boxeo y se enamoró de él. Después de dar a luz a Matt, ella comenzó a sufrir de depresión posparto y creyendo que se había alejado de Dios, regresó a la iglesia, dejando atrás a Jack y Matt.[21] Años más tarde, ella ayuda a un Matt gravemente herido después de los eventos de The Defenders, dándole palabras duras pero de apoyo durante los eventos de la temporada.[22] Cuando Matt se entera de que Maggie es su madre, él la aleja a ella y al padre Lantom por mentirle todos estos años.[21] Más tarde, cuando Karen se convierte en objetivo de Wilson Fisk, la hermana Maggie y el padre Lantom acuerdan albergarla en el sótano de la iglesia. Fisk envía a Benjamin "Dex" Poindexter a la iglesia para matar a Karen como venganza por la muerte de James Wesley y el padre Lantom es asesinado en los esfuerzos de Matt y Karen para luchar contra Dex. Cuando finalmente ingresa a la iglesia, Maggie reza fervientemente por la protección de Matt y Karen e incluso engaña al FBI para que no los encuentre. También le da algunas palabras de sabiduría al colega de Dex, Ray Nadeem, que llevaron a Nadeem a volverse contra Fisk.[23] En el funeral del padre Lantom en el final de la temporada, Matt perdona a Maggie por haberlo abandonado.[24]